# 萨维奥雷德拉达梅洛
萨维奥雷德拉达梅洛（義大利語：Saviore dell'Adamello），是意大利布雷西亚省的一个市镇。总面积82平方公里，人口1038人，人口密度12.7人/平方公里（2009年）。国家统计（ISTAT）代码为017175。